# IT/イット (テレビドラマ)
『IT／イット』（原題: It、Stephen King's It）は、1990年にアメリカABCで放送された2部作のサイコロジカルホラードラマシリーズ。1986年に出版されたスティーヴン・キングの小説『IT』を基に、トミー・リー・ウォーレスが監督した。
2部構成で3,000万人の視聴者を獲得し、1990年のABCの最大の成功作となったエミー賞2部門、エディ賞1部門、ユース・イン・フィルム賞1部門、ピープルズ・チョイス・アワードの最優秀ミニシリーズ賞にノミネートされ、エディ賞2部門を受賞した。

## 概要
人間の弱さに付け込む不気味なピエロ、ペニーワイズに翻弄される人々を描く。物語前半は幼少時代、後半は大人になった現代のパートに分かれている。
ペニーワイズは、特定の人物にしか姿を見せず、引き起こされる能力（物体を自在に操る、相手の恐怖心を覚える姿に擬態する、血を含んだ風船を飛ばすなど）も同じように一般の人間には見えない。
ペニーワイズはトロールが出てくるおとぎ話「三びきのやぎのがらがらどん」をヒントに作られた。実在する連続殺人鬼で、パーティでピエロをつとめていたジョン・ゲイシーの影響も指摘されている。また、この作品の公開後、ピエロの存在を怖がる人々（道化恐怖症）が少なからず現れるようになったという。
1990年の1度目の映像化から27年後の2017年に、再映像化として劇場版が公開されたが、これは劇中でペニーワイズが27年毎に現れる設定に則ったものである。

## あらすじ
1990年のメイン州デリーで、子供だけを狙った連続殺人事件が発生する。デリーに住んでいたマイクは、事件現場近くでそこにあるはずのない男の子の古い写真を発見し子供時代にIT（それ）と呼んでいた奇怪なピエロ、ペニーワイズの仕業であると確信する。マイクはかつての仲間との約束を思い出し、27年ぶりに再会することになる。

## キャスト
| 役名                         | 俳優                     | 日本語吹替     | 日本語吹替 |
| 役名                         | 俳優                     | テレビ東京版   | NHK-BS2版  |
| ---------------------------- | ------------------------ | -------------- | ---------- |
| ペニーワイズ                 | ティム・カリー           | 辻親八         | 麦人       |
| ビル・デンブロウ             | リチャード・トーマス     | 大塚芳忠       | 森田順平   |
| ベン・ハンスコム             | ジョン・リッター         | 牛山茂         | 堀勝之祐   |
| ベバリー・マーシュ           | アネット・オトゥール     | 高島雅羅       | 宮寺智子   |
| スタンリー・ユリス           | リチャード・メイサー     | 稲葉実         | 長島雄一   |
| マイク・ハンロン             | ティム・リイド           | 田原アルノ     | 池田勝     |
| リッチー・トージア           | ハリー・アンダーソン     | 大塚明夫       | 田原アルノ |
| エディ・カスプブラク         | デニス・クリストファー   | 堀内賢雄       | 咲野俊介   |
| ヘンリー・バウワーズ         | マイケル・コール         |                |            |
| オードラ・デンブロウ         | オリヴィア・ハッセー     | 渡辺美佐       | 藤井佳代子 |
| マイラ・カスプブラク         | シーラ・ムーア           |                | 横尾まり   |
| ジョージー・デンブロウ       | トニー・ダコタ           | こおろぎさとみ | 川田妙子   |
| ビル・デンブロウ（12歳）     | ジョナサン・ブランディス | 大谷育江       | 亀井芳子   |
| ベン・ハンスコム（12歳）     | ブランドン・クレイン     |                | 高乃麗     |
| ベバリー・マーシュ（12歳）   | エミリー・パーキンス     | 西村ちなみ     | 清水香里   |
| スタンリー・ユリス（12歳）   | ベン・ヘラー             | 真柴摩利       | 日野聡     |
| マイク・ハンロン（12歳）     | マーロン・テイラー       |                | 藤原大輔   |
| リッチー・トージア（12歳）   | セス・グリーン           |                | 石井揮之   |
| エディ・カスプブラク（12歳） | アダム・ファライズル     |                | 小林由美子 |
| ヘンリー・バウワーズ（12歳） | ジャレッド・ブランカード |                |            |
| ベンの父                     | スティーヴ・マカジ       |                | 星野充昭   |

- テレビ東京版：初回放送1994年8月18日『木曜洋画劇場』 ※1話に再編集して放送
  - 放送時のタイトルは『イット 恐怖の殺人ターゲット・復讐の悪魔』。
- NHK-BS2版：初回放送2002年8月15日/8月16日 ※2夜連続、前後編に分けて放送
  - 放送時のタイトルは『スティーブン・キングの イット』。